# Rolandino de Padoue
Rolandino de Padoue, né à Padoue en 1200 et mort dans la même ville le 2 février 1276, est un juriste et écrivain médiéval italien.
Rolandino a étudié à l'université de Bologne, où il était élève de Boncompagno da Signa. Il a été professeur de grammaire et de rhétorique à l'université de Padoue où il a été aussi notaire de la commune. Partisan de la liberté communautaire, il a écrit le Cronica in factis et circa facta Marchie Trivixane (« Chronique des faits de la marche de Trévise »), dans lequel il détaille la lutte des Paduans contre Ezzelino III da Romano. Il est également une source majeure pour la guerre du Château d'Amour entre Padoue et Venise en 1215 ,.

## Biographie
Rolandino naquit à Padoue en 1200 et y mourut le 2 février 1276. Il avait fait ses études à Bologne, qui, à cette époque, était regardée comme la ville la plus savante de l’Italie. Il quitta les bancs de l’école pour aller occuper une chaire de rhétorique dans sa ville natale, où il exerçait en même temps la profession de notaire, qu’il tenait de son père. C’est à lui aussi qu’il dut la première idée et les premiers matériaux d’un ouvrage qui a valu à son nom d’être inscrit dans les fastes de la littérature italienne. Il l’a enrichi d’une histoire intitulée De factis in Marchia Tarvisana, qui embrasse cette funeste période dans laquelle les Ezzelins remplirent cette province de tourments et de victimes. L’auteur a pris la précaution de marquer son nom en acrostiche dans les pages de ce volume. En joignant les premières syllabes de chacun des douze livres dans lesquels cette histoire est partagée, on y trouve ces mots : Chronica Rolandini facta Paduæ. C’est l’auteur lui-même qui en donne la clef à la fin de son ouvrage. Ces combinaisons prouvent à présent plus de patience que d’esprit ; autrefois on y voyait le contraire. Vossius, qui fait un éloge outrancier de cette chronique (De hist. latinis, liv. 3, chap. 8), est forcé d’avouer que le style en est vicieux ; c’est aussi le défaut de ce temps, où la langue latine, tombée en décrépitude, se défendait faiblement contre les empiétements de la langue vulgaire. L’histoire de Rolandino contient un aperçu général des familles puissantes de la Marche trévisane, et de précieux renseignements sur les Ezzelins, les marquis d’Este et les Campo-Sampieri. On y trouve le récit des événements qui s’y sont passés depuis l’année 1118 jusqu’à 1260. Cette histoire, publiée pour la première fois à Venise, en 1636, par Felice Osio, dans un recueil de chroniques qu’il avait rassemblées, a été reproduite par Muratori dans le tome 8 de sa grande collection des Script. rerum Italicarum, après avoir été collationnée sur des manuscrits très estimés.